# МКС-41
МКС-41 — сорок перший довготривалий екіпаж Міжнародної космічної станції. Його робота розпочалася 10 вересня 2014 року з моменту відстиковки Союз ТМА-12М від станції. Закінчилася 10 листопада 2014 року.

## Екіпаж
| Посада        | з травня 2014             | з вересня 2014 по листопад 2014 |
| ------------- | ------------------------- | ------------------------------- |
| Командир      | Максим Сураєв (2), ФКА    | Максим Сураєв (2), ФКА          |
| Бортінженер 1 | Грегорі Уайсмен (1), НАСА | Грегорі Уайсмен (1), НАСА       |
| Бортінженер 2 | Олександр Герст (1), ЄКА  | Олександр Герст (1), ЄКА        |
| Бортінженер 3 |                           | Олександр Самокутяєв (2), ФКА   |
| Бортінженер 4 |                           | Олена Сєрова (1), ФКА           |
| Бортінженер 5 |                           | Баррі Вілмор (2), НАСА          |